# Antigua och Barbuda i olympiska sommarspelen 2024
Antigua och Barbuda deltog med en trupp på fem idrottare vid de olympiska sommarspelen 2024 i Paris som hölls mellan den 24 juli och 11 augusti 2024. Det var 12:e sommar-OS som Antigua och Barbuda deltog vid.

## Friidrott
Två friidrottare från Antigua och Barbuda kvalificerade sig till olympiska sommarspelen 2024 genom att klara kvalgränserna.
Förkortningar
- Notera– Placeringar avser endast det specifika heatet.
- Q = Tog sig vidare till nästa omgång
- q = Tog sig vidare till nästa omgång som den snabbaste förloraren eller, i teknikgrenarna, genom placering utan att nå kvalgränsen
- i.u. = Omgången fanns inte i grenen
- Bye = Idrottaren behövde inte tävla i omgången

Gång- och löpgrenar
| Idrottare     | Gren            | Inledande omgång | Inledande omgång | Heat  | Heat      | Semifinal        | Semifinal        | Final            | Final            |
| Idrottare     | Gren            | Tid              | Placering        | Tid   | Placering | Tid              | Placering        | Tid              | Placering        |
| ------------- | --------------- | ---------------- | ---------------- | ----- | --------- | ---------------- | ---------------- | ---------------- | ---------------- |
| Cejhae Greene | Herrarnas 100 m | Bye              | Bye              | 10,17 | 4         | Gick inte vidare | Gick inte vidare | Gick inte vidare | Gick inte vidare |
| Joella Lloyd  | Damernas 100 m  | Bye              | Bye              | 11,37 | 5         | Gick inte vidare | Gick inte vidare | Gick inte vidare | Gick inte vidare |

## Segling
En kitesurfare från Antigua och Barbuda kvalificerade sig i kitesurfing-grenen Formula Kite vid panamerikanska spelen 2023 i Santiago i Chile.
| Idrottare   | Gren                   | Inledande omgång | Inledande omgång | Inledande omgång | Inledande omgång | Inledande omgång | Inledande omgång | Inledande omgång | Inledande omgång | Inledande omgång | Inledande omgång | Inledande omgång | Inledande omgång | Inledande omgång | Inledande omgång | Inledande omgång | Inledande omgång | Inledande omgång | Inledande omgång | Semifinal        | Semifinal        | Semifinal        | Semifinal        | Semifinal        | Semifinal        | Semifinal        | Semifinal        | Final            | Final            | Final            | Final            | Final            | Final            | Final            | Final     |
| Idrottare   | Gren                   | 1                | 2                | 3                | 4                | 5                | 6                | 7                | 8                | 9                | 10               | 11               | 12               | 13               | 14               | 15               | 16               | Poäng            | Placering        | 1                | 2                | 3                | 4                | 5                | 6                | Totalt           | Placering        | 1                | 2                | 3                | 4                | 5                | 6                | Totalt           | Placering |
| ----------- | ---------------------- | ---------------- | ---------------- | ---------------- | ---------------- | ---------------- | ---------------- | ---------------- | ---------------- | ---------------- | ---------------- | ---------------- | ---------------- | ---------------- | ---------------- | ---------------- | ---------------- | ---------------- | ---------------- | ---------------- | ---------------- | ---------------- | ---------------- | ---------------- | ---------------- | ---------------- | ---------------- | ---------------- | ---------------- | ---------------- | ---------------- | ---------------- | ---------------- | ---------------- | --------- |
| Tiger Tyson | Herrarnas Formula Kite | 16               | 19               | 19               | 17               | 9                | 18               | 9                | Inställt         | Inställt         | Inställt         | Inställt         | Inställt         | Inställt         | Inställt         | Inställt         | Inställt         | 69               | 17               | Gick inte vidare | Gick inte vidare | Gick inte vidare | Gick inte vidare | Gick inte vidare | Gick inte vidare | Gick inte vidare | Gick inte vidare | Gick inte vidare | Gick inte vidare | Gick inte vidare | Gick inte vidare | Gick inte vidare | Gick inte vidare | Gick inte vidare | 17        |

## Simning
Två simmare från Antigua och Barbuda deltog vid olympiska sommarspelen 2024.
| Idrottare      | Gren                     | Heat    | Heat      | Semifinal        | Semifinal        | Final            | Final            |
| Idrottare      | Gren                     | Tid     | Placering | Tid              | Placering        | Tid              | Placering        |
| -------------- | ------------------------ | ------- | --------- | ---------------- | ---------------- | ---------------- | ---------------- |
| Jadon Wuilliez | Herrarnas 100 m bröstsim | 1.02,70 | 26        | Gick inte vidare | Gick inte vidare | Gick inte vidare | Gick inte vidare |
| Ellie Shaw     | Damernas 100 m bröstsim  | 1.14,78 | 35        | Gick inte vidare | Gick inte vidare | Gick inte vidare | Gick inte vidare |